# El Cielo
El Cielo är en ort i Mexiko.   Den ligger i kommunen Tumbalá och delstaten Chiapas, i den sydöstra delen av landet, 800 km öster om huvudstaden Mexico City. El Cielo ligger 1 520 meter över havet och antalet invånare är 186.
Terrängen runt El Cielo är kuperad söderut, men norrut är den bergig. El Cielo ligger uppe på en höjd. Runt El Cielo är det ganska tätbefolkat, med 65 invånare per kvadratkilometer. Närmaste större samhälle är Yajalón, 12,3 km söder om El Cielo. I omgivningarna runt El Cielo växer i huvudsak städsegrön lövskog.